# Allegiant Air
Allegiant Air là một hãng hàng không chi phí thấp của Mỹ thuộc sở hữu của Allegiant Travel Co. hoạt động các chuyến bay theo lịch trình và thuê chuyến. Công ty du lịch Allegiant là một công ty đại chúng với 1.800 nhân viên và vốn hóa thị trường 1 tỷ USD. Trụ sở công ty là trong doanh nghiệp, Nevada, một khu ngoại ô chưa hợp nhất của Las Vegas.
Allegiant Air được thành lập vào tháng 1 năm 1997 bởi Mitch Allee (Chủ đầu tư, Giám đốc điều hành), Jim Patterson (Chủ tịch), Capt. Jim Schmidt (Giám đốc vận hành), Capt. Dave Beadle (Chief Pilot), trên không quản lý Terri Ross và công văn đốc Ron Doig. Các hãng hàng không nhận được FAA và DOT chứng nhận 19 tháng 6 năm 1998.